# Tuppers Plains (Ohio)
Tuppers Plains es un lugar designado por el censo ubicado en el condado de Meigs en el estado estadounidense de Ohio. En el Censo de 2010 tenía una población de 465 habitantes y una densidad poblacional de 98,86 personas por km².

## Geografía
Tuppers Plains se encuentra ubicado en las coordenadas 39°10′21″N 81°50′48″O / 39.17250, -81.84667. Según la Oficina del Censo de los Estados Unidos, Tuppers Plains tiene una superficie total de 4.7 km², de la cual 4.7 km² corresponden a tierra firme y (0%) 0 km² es agua.

## Demografía
Según el censo de 2010, había 465 personas residiendo en Tuppers Plains. La densidad de población era de 98,86 hab./km². De los 465 habitantes, Tuppers Plains estaba compuesto por el 97.2% blancos, el 0.43% eran afroamericanos, el 0.43% eran amerindios, el 0.22% eran asiáticos, el 0.22% eran isleños del Pacífico, el 0% eran de otras razas y el 1.51% pertenecían a dos o más razas. Del total de la población el 0% eran hispanos o latinos de cualquier raza.